# 新日鐵前站
新日鐵前站（日语：／ Shin-Nittetsu-mae eki */?）是一個位於日本愛知縣東海市東海町二丁目，屬於名古屋鐵道常滑線的鐵路車站。車站編號為TA08。

## 車站構造
可停靠6節編組的對向式月台2面2線的高架車站。
| 月台 | 路線   | 方向 | 目的地                       |
| ---- | ------ | ---- | ---------------------------- |
| 1    | 常滑線 | 下行 | 中部國際機場、河和、內海方向 |
| 2    | 常滑線 | 上行 | 金山、名鐵名古屋方向         |

### 配線圖
| ← 神宮前、 名古屋方向 | 新日鐵前站 構內配線略圖 | → 太田川、 常滑方向 |
| 图例 参考文献：       |                         |                     |

## 使用情況
| 年度               | 1日平均 上下車人次 |
| ------------------ | ------------------ |
| 2009年（平成21年） | 1,994              |
| 2010年（平成22年） | 1,889              |
| 2011年（平成23年） | 1,962              |
| 2012年（平成24年） | 1,913              |
| 2013年（平成25年） | 1,925              |
| 2014年（平成26年） | 1,775              |
| 2015年（平成27年） | 1,894              |
| 2016年（平成28年） | 1,932              |
| 2017年（平成29年） | 1,889              |
| 2018年（平成30年） | 2,016              |

## 相鄰車站
名古屋鐵道
 常滑線
□μ-SKY、□快速特急、■特急、□快速急行、■急行、■準急
通過
■普通
聚樂園（TA07）－新日鐵前（TA08）－太田川（TA09）

## 外部連結
- 新日鐵前 - 名古屋鐵道